# Cake (gruppo musicale)
I Cake sono una band alternative rock di Sacramento, California, USA, nata nel 1993. Hanno pubblicato molti singoli di successo estratti dai loro album, a partire dagli anni novanta.

## Storia del gruppo
Nonostante la loro musica venga classificata come alternative o indie rock, i Cake miscelano nei loro brani diversi generi musicali, tra i quali funk, pop, rock, jazz, rap, country, usando testi bizzarri pieni di giochi di parole (opera del cantante John McCrea), riff di chitarre distorte molto orecchiabili e una tromba solista, suonata da Vince Di Fiore. Il loro personalissimo stile è stato paragonato a quello dei They Might Be Giants, dei Talking Heads e dei Camper Van Beethoven.
Il bassista Victor Damiani ha lasciato la band nel 1997 ed è stato sostituito da Gabe Nelson, mentre il chitarrista Greg Brown ha lasciato la band nel 1998, sostituito da Xan McCurdy. Anche Todd Roper ha lasciato la band per dedicarsi alla famiglia, dopo avere registrato Comfort Eagle.
I loro brani di maggiore successo sono "The Distance", "Never There", "Sheep Go to Heaven", "Rock 'n' Roll Lifestyle", "No Phone", "Short Skirt/Long Jacket" (che è anche la colonna sonora della celebre serie televisiva Chuck) e il famosissimo remake alternativo di "I Will Survive" di Gloria Gaynor. Recentemente la loro cover di Mah na Mah na di Piero Umiliani è finita al tredicesimo posto della classifica del New York Post delle migliori 100 cover di tutti i tempi, mentre I Will Survive è stata posizionata al numero 89.
Greg Brown e Victor Damiani, una volta fuoriusciti dalla formazione dei Cake, hanno fondato i Deathray.

## Formazione

### Formazione attuale
- John McCrea - voce, chitarra acustica, organo, vibraslap
- Vince DiFiore - tromba, tastiere, percussioni
- Xan McCurdy - chitarra elettrica (si è unito alla band dopo Prolonging the Magic)
- Paulo Baldi - batteria, percussioni (in tour, non è un membro ufficiale della band)

### Ex componenti
- Gabe Nelson - basso (ha lasciato la band dopo Motorcade of Generosity, sostituito da Damiani; è ritornato prima di Prolonging the Magic)
- Greg Brown (ha lasciato la band prima di Prolonging the Magic, sostituito da McCurdy)
- Victor Damiani (ha lasciato la band prima diProlonging the Magic, sostituito da Nelson)
- Sean McFessel (ha lasciato la band prima di Motorcade of Generosity, sostituito da Nelson)
- Pete McNeal (ha abbandonato la band durante la registrazione di Pressure Chief)
- Todd Roper (ha abbandonato dopo Comfort Eagle)
- Frank French (ha abbandonato dopo Motorcade of Generosity, sostituito da Roper)

## Discografia
- 1994 - Motorcade of Generosity - (Capricorn)
- 1996 - Fashion Nugget - (Capricorn)
- 1998 - Prolonging the Magic - (Capricorn)
- 2001 - Comfort Eagle - (Columbia)
- 2004 - Pressure Chief - (Columbia)
- 2007 - B-Sides and Rarities
- 2011 - Showroom of Compassion

## Colonne sonore
- Il brano Short Skirt/Long Jacket è la sigla della serie TV Chuck, in onda su NBC.
- Il brano "I Will Survive" (Cover di Gloria Gaynor) fa da colonna sonora ai titoli di coda nel film "Survive Style 5+" del regista giapponese Gen Sekiguchi.  = Gen Sekiguchi =
- i brani "I Will Survive" (cover di Gloria Gaynor)  e "Jolene" (cover di John McCrea e Greg Brown) sono presenti nella colonna sonora del film "L'uomo in più" (2001) di Paolo Sorrentino
- il brano "Hem of Your Garment" è presente nel film "Io, me e Irene"